# Joost Nuissl
Joost Maria Nuissl (Amsterdam, 15 oktober 1945) is een Nederlands kleinkunstenaar, liedjesschrijver en theaterman. Hij is een zoon van de schilder Simon Nuissl (1908-2002).

## Loopbaan
In de tijd dat hij te Broekhuizenvorst woonde, maakte hij een lied, Ik ben blij dat ik je niet vergeten ben, met de plaatselijke fanfare en het lokale dameskoor dat in 1975 op nummer 6 kwam van de Nationale Hitparade. Van 1980 tot 1982 vormde hij samen met Joost Belinfante het duo Jjoooosstt (dubbeljoost). Gezamenlijk scoorden zij een kleine hit met het nummer Lieve Lina.
Na de muziek stortte Nuissl zich op het theater. Hij was directeur van het Waagtheater in Delft (1985-1987) en was van 1988 tot september 2006 directeur van het Amsterdamse theater De Kleine Komedie, waar hij opgevolgd werd door Vivienne Ypma.

## Discografie
- LP: Een avond met Joost Nuissl: Er Staat Wat Te Gebeuren (1970).
- LP: Een Huis Van Zachte Stenen (1974).
- Single: A-zijde: Ik ben blij dat ik je niet vergeten ben. Deze single werd op donderdag 10 april 1975 verkozen tot Alarmschijf op de destijds TROS donderdag op Hilversum 3. B-zijde: De danseres, de pastoor, de kondukteur (1975).
- Single: A-zijde: Laten we maar samen verder gaan; B-zijde: Geboren op de snelweg (1975) (#5 in de Tip 30).
- LP: Ja, Nee Samen (1975).
- LP: Joost Nuissl & Zo (1976).
- Single: A-zijde: Wil je thee?; B-zijde: Wil je wachten? (#30 in de Tip 30)
- LP: In de Restauratie (1979).

### NPO Radio 2 Top 2000
| Nummer met noteringen in de NPO Radio 2 Top 2000 | '99  | '00 | '01  | '02  | '03  | '04  | '05  | '06  | '07  | '08  | '09  | '10  | '11  | '12  |
| ------------------------------------------------ | ---- | --- | ---- | ---- | ---- | ---- | ---- | ---- | ---- | ---- | ---- | ---- | ---- | ---- |
| Ik ben blij dat ik je niet vergeten ben          | 1121 | 609 | 1000 | 1157 | 1100 | 1090 | 1164 | 1090 | 1123 | 1100 | 1656 | 1397 | 1464 | 1730 |

1. ↑  Een vetgedrukt getal geeft de hoogste notering aan.
2. ↑  Deze tabel is bijgewerkt tot en met de laatste editie (2024).

## Teksten
- De Rob de Nijs-klassiekers "Het werd zomer" (1977) en "Foto van vroeger" (1980)
- De liederen Dromentrein en Een woord van het album Dromentrein van Lenny Kuhr (1980)
- Het lied Voorbij, track 14, op Rob de Nijs' album Hartslag (1991) op muziek van Bolland en Bolland.
- Het lied "Dingen waar je niks aan kunt veranderen", track 7, het album van Rob de Nijs: Eindelijk vrij (2010)
- Het lied "Meer liefde dan geduld", track 12, het album van Rob de Nijs: Vrije Val (1986) op muziek van Gerard Stellaard

- MusicBrainz: afb42e15-dfd5-4af3-b50d-f5b36938811f
- Nederlandse Thesaurus van Auteursnamen: 067864600
- Virtual International Authority File: 284639276
- WorldCat: E39PBJgxmHj83CFDvtMR9DkYyd